# Super Bowl V
Il Super Bowl V è stata la prima partita di finale della National Football League tra i vincitori della National Football Conference (NFC) e della American Football Conference (AFC), dopo la fusione della American Football League con la National Football League, per la stagione del 1970 e venne giocata il 17 gennaio 1971 all'Orange Bowl di Miami. La numerazione continuò quella tradizionale delle altre finali disputate in precedenza dalle due leghe. Fu il primo Super Bowl disputato su un terreno artificiale.
La partita vide affrontarsi i vincitori della NFC, i Dallas Cowboys ed i vincitori della AFC, i Baltimore Colts. Questi ultimi vinsero per 16-13 grazie a un field goal a 5 secondi dal termine di Jim O'Brien, in una partita che viene ricordata per il maggior numero di palle perse ed errori commessi in un Super Bowl.
Chuck Howley, linebacker dei Cowboys, fu nominato Super Bowl MVP e rimane l'unico giocatore di una squadra perdente al Super Bowl ad aver vinto questo premio, anche se rifiutò di ritirarlo dopo la sconfitta della sua squadra.

## Marcature
Orange Bowl, Miami, Florida
- Data: 17 gennaio 1971
- Ora: 2:00 p.m. EST

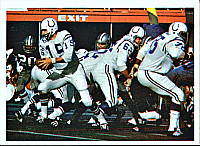
I Colts in attacco nel Super Bowl V

- Tempo atmosferico: 21 °C (70 °F), sereno

| \| Quarto \| Tempo \| Drive \| Drive \| Drive \| Squadra \| Informazioni \| Punteggio \| Punteggio \| \| Quarto \| Tempo \| Giochi \| Yard \| TOP \| Squadra \| Informazioni \| Colts \| Cowboys \| \| ------------------------- \| ------------------------- \| ------------------------- \| ------------------------- \| ------------------------- \| ------------------------- \| ---------------------------------------------------------- \| --------- \| --------- \| \| 1 \| 5:32 \| 3 \| 2 \| 1:40 \| Cowboys \| field goal da 14 yard di Mike Clark \| 0 \| 3 \| \| 2 \| 14:52 \| 8 \| 58 \| 3:12 \| Cowboys \| field goal da 30 yard di Mike Clark \| 0 \| 6 \| \| 2 \| 14:10 \| 3 \| 75 \| 0:42 \| Colts \| TD da 75 yard di John Mackey su passaggio di Johnny Unitas \| 6 \| 6 \| \| 2 \| 7:53 \| 3 \| 28 \| 1:07 \| Cowboys \| TD da 7 yard di Duane Thomas su passaggio di Craig Morton \| 6 \| 13 \| \| 4 \| 7:35 \| 2 \| 3 \| 0:35 \| Colts \| TD su corsa da 2 yard di Tom Nowatzke \| 13 \| 13 \| \| 4 \| 0:05 \| 2 \| 3 \| 0:52 \| Colts \| field goal da 32 yard di Jim O'Brien \| 16 \| 13 \| \| "TOP" = tempo di possesso \| "TOP" = tempo di possesso \| "TOP" = tempo di possesso \| "TOP" = tempo di possesso \| "TOP" = tempo di possesso \| "TOP" = tempo di possesso \| "TOP" = tempo di possesso \| 16 \| 13 \| |                           |                           |                           |                           |                           |                                                            |           |           |
| Quarto | Tempo                     | Drive                     | Drive                     | Drive                     | Squadra                   | Informazioni                                               | Punteggio | Punteggio |
| Quarto | Tempo                     | Giochi                    | Yard                      | TOP                       | Squadra                   | Informazioni                                               | Colts     | Cowboys   |
| 1 | 5:32                      | 3                         | 2                         | 1:40                      | Cowboys                   | field goal da 14 yard di Mike Clark                        | 0         | 3         |
| 2 | 14:52                     | 8                         | 58                        | 3:12                      | Cowboys                   | field goal da 30 yard di Mike Clark                        | 0         | 6         |
| 2 | 14:10                     | 3                         | 75                        | 0:42                      | Colts                     | TD da 75 yard di John Mackey su passaggio di Johnny Unitas | 6         | 6         |
| 2 | 7:53                      | 3                         | 28                        | 1:07                      | Cowboys                   | TD da 7 yard di Duane Thomas su passaggio di Craig Morton  | 6         | 13        |
| 4 | 7:35                      | 2                         | 3                         | 0:35                      | Colts                     | TD su corsa da 2 yard di Tom Nowatzke                      | 13        | 13        |
| 4 | 0:05                      | 2                         | 3                         | 0:52                      | Colts                     | field goal da 32 yard di Jim O'Brien                       | 16        | 13        |
| "TOP" = tempo di possesso | "TOP" = tempo di possesso | "TOP" = tempo di possesso | "TOP" = tempo di possesso | "TOP" = tempo di possesso | "TOP" = tempo di possesso | "TOP" = tempo di possesso                                  | 16        | 13        |

## Formazioni titolari
Fonte:
| Baltimore       | Baltimore | Ruolo | Dallas          | Dallas |
| --------------- | --------- | ----- | --------------- | ------ |
| ATTACCO         |           |       |                 |        |
| Eddie Hinton    | 33        | WR    | Bob Hayes       | 22     |
| Bob Vogel       | 72        | LT    | Ralph Neely     | 73     |
| Glenn Ressler   | 62        | LG    | John Niland     | 76     |
| Bill Curry      | 50        | C     | Dave Manders    | 51     |
| John Williams   | 75        | RG    | Blaine Nye      | 61     |
| Dan Sullivan    | 71        | RT    | Rayfield Wright | 70     |
| John Mackey     | 88        | TE    | Pettis Norman   | 84     |
| Roy Jefferson   | 87        | WR    | Reggie Rucker   | 88     |
| Johnny Unitas   | 19        | QB    | Craig Morton    | 14     |
| Norm Bulaich    | 36        | RB    | Duane Thomas    | 33     |
| Tom Nowatzke    | 34        | RB    | Walt Garrison   | 32     |
| DIFESA          |           |       |                 |        |
| Bubba Smith     | 78        | LE    | Larry Cole      | 63     |
| Billy Ray Smith | 74        | LT    | Jethro Pugh     | 75     |
| Fred Miller     | 76        | RT    | Bob Lilly       | 74     |
| Roy Hilton      | 85        | RE    | George Andrie   | 66     |
| Ray May         | 56        | LLB   | Dave Edwards    | 52     |
| Mike Curtis     | 32        | MLB   | Lee Roy Jordan  | 55     |
| Ted Hendricks   | 83        | RLB   | Chuck Howley    | 54     |
| Charlie Stukes  | 47        | LCB   | Herb Adderley   | 26     |
| Jim Duncan      | 35        | RCB   | Mel Renfro      | 20     |
| Jerry Logan     | 20        | LS    | Cornell Green   | 34     |
| Rick Volk       | 21        | RS    | Charlie Waters  | 41     |